# 安体诚
安体诚（1896年—1927年5月16日），又名安存真，清朝直隶丰润县人。中国共产党早期人物。

## 生平
清宣统元年（1909年），安体诚考入天津法政专门学校附属中学，继入法专预科，升本科。毕业后赴日本留学，1918年，在东京帝国大学攻读经济政治科。1921年回国，任直隶法政专门学校教员。同年9月，与于树德等创办天津工余补习学校，致力于普及大众文化。1922年，经李大钊介绍加入中国共产党，任中国劳动组合书记部北方分部领导成员兼天津特派员、中共北方区委候补委员、区委秘书，同时任北京政府交通部密察员和育才科视学。
1923年“二七惨案”后，安体诚因在北京、天津无法立足。经好友于树德的推荐和党组织的同意，来到了浙江杭州法政专门学校政治经济系任教。他利用这一阵地。积极传播马克思主义基本理论，发展党组织。他甘冒风险，接受中共中央机关报《向导》周报社的委托，以“安存真”的笔名担任报刊的发行人和通讯联系人，他组织大量稿件，扩大党报发行量，宣传了党的方针、政策，扩大了党的影响。他在杭州工作期间还兼任上海大学教授，主讲现代经济学。他编写的《现代经济学》，作为上海大学的社会科学讲义，由上海书店出版，并在全国公开发行。
1924年3月，安体诚赞同国共合作，当选为中国国民党浙江省党部执行委员，并在上海大学兼任教授，讲授现代经济学。同年12月浙江省国民议会促成会成立，当选为委员。1926年夏，被派往黄埔军校，先后担任政治教官、政治部宣传科科长、中共党团干事、国民党特别党部宣传委员，主编《黄埔日刊》，同时兼任广州劳动学院、农民运动讲习所教员。1927年四一二政变后，安体诚在上海法租界被捕。同年5月16日，安体诚被当局杀害于上海龙华，终年32岁。著有《现代经济学》。